# Gałaks Petersburg
Gałaks Petersburg (ros. Футбольный клуб «Галакс» Санкт-Петербург, Futbolnyj Kłub "Gałaks" Sankt-Pietierburg) – rosyjski klub piłkarski z siedzibą w Petersburgu.

## Historia
Chronologia nazw:
- 1991: Bioswiaź-studient Petersburg (ros. «Биосвязь-студент» Санкт-Петербург)
- 1992—...: Gałaks Petersburg (ros. «Галакс» Санкт-Петербург)

Założony w 1991 jako Bioswiaź-studient Petersburg.
W 1992 klub pod nazwą Gałaks Petersburg debiutował Drugiej Lidze, grupie 4, ale zajął ostatnie 19. miejsce i opuścił rozgrywki profesjonalne.
Następnie klub występował w Mistrzostwach Rosji w piłce nożnej halowej.

## Sukcesy
- 19. miejsce w Rosyjskiej Drugiej Dywizji:

1992
- 1/128 w finału Pucharze Rosji:

1992

## Znani piłkarze
- Wadim Diegtiar

## Inne
- Zenit Petersburg